# Municipio de Owen (condado de Clark)
El municipio de Owen (en inglés: Owen Township) es un municipio ubicado en el condado de Clark en el estado estadounidense de Indiana. En el año 2010 tenía una población de 958 habitantes y una densidad poblacional de 21,31 personas por km².

## Geografía
El municipio de Owen se encuentra ubicado en las coordenadas 38°29′1″N 85°31′34″O / 38.48361, -85.52611. Según la Oficina del Censo de los Estados Unidos, el municipio tiene una superficie total de 44.95 km², de la cual 44,22 km² corresponden a tierra firme y (1,62 %) 0,73 km² es agua.

## Demografía
Según el censo de 2010, había 958 personas residiendo en el municipio de Owen. La densidad de población era de 21,31 hab./km². De los 958 habitantes, el municipio de Owen estaba compuesto por el 96,97 % blancos, el 0,21 % eran afroamericanos, el 0,73 % eran de otras razas y el 2,09 % eran de una mezcla de razas. Del total de la población el 0,84 % eran hispanos o latinos de cualquier raza.